# Mohammed Fuseini
Mohammed Fuseini (16 mei 2002) is een Ghanees voetballer die bij voorkeur als aanvaller speelt. Hij tekende in 2024 voor Union Sint-Gillis.

## Clubcarrière
Fusseini stond twee jaar onder contract bij Sturm Graz, dat hem in januari 2024 verhuurde aan Randers. In juli 2024 tekende hij een driejarig contract bij Union Sint-Gillis. Op 10 augustus 2024 maakte de Ghanees zijn eerste competitietreffer tegen KVC Westerlo.